# Aculepeira carbonarioides
Aculepeira carbonarioides är en spindelart som först beskrevs av Eugen von Keyserling 1892.  Aculepeira carbonarioides ingår i släktet Aculepeira och familjen hjulspindlar. Inga underarter finns listade i Catalogue of Life.

## Bildgalleri

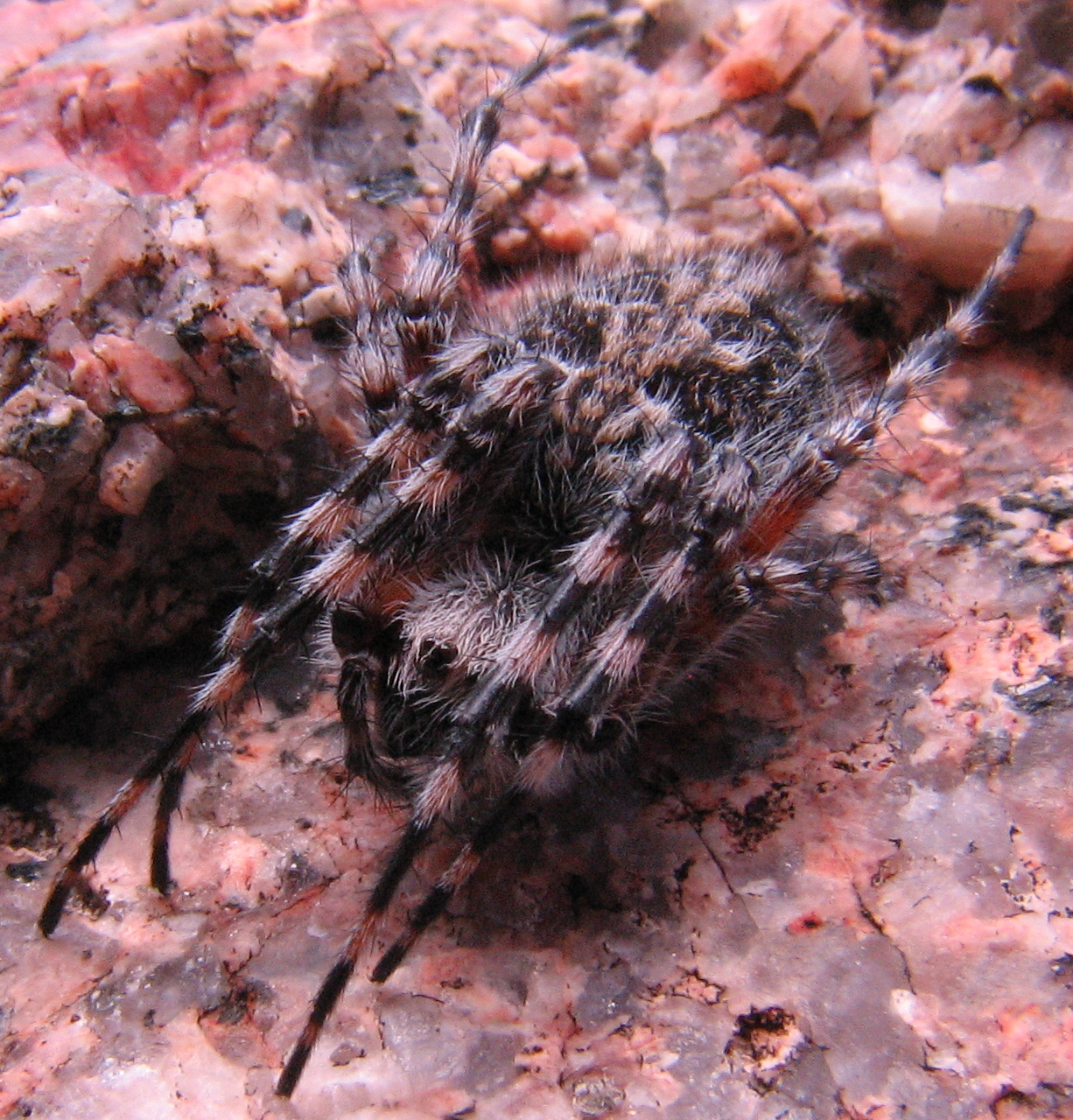